# 全州站 (中國)
全州站位于中华人民共和国广西壮族自治区桂林市全州县，湘桂铁路上，距离衡阳站239千米。该站建于1938年，现为三等站，原每日有约30次客运列车经停。衡柳铁路通车后，紧邻该站的全州南站代替全州站承担全州县铁路客运职能，全州站停办客运。
因全州县原称全县，1938年9月该站建站时称全县站，1959年11月改名为全州站。现车站有8股道，客货运站台各2座，占地面积14000平方米。